# Federazione di rugby a 15 del Canada
Rugby Canada è l'organismo di governo del rugby a 15 in Canada.
Il Rugby Canada venne creato nel 1974, e nasce dalle ceneri della Rugby Football Union Canadese e della Rugby Union of Canada, create rispettivamente nel 1884 e nel 1929. Il Rugby Canada gestisce la nazionale di Rugby Union e la Super League, che è considerata la Prima Divisione maschile in Canada.

## Storia

### Rugby Football Union Canadese
A seguito di incontri a Toronto e Montréal tra Montréal (Rugby) Football club (oggi Westmount Rugby Club), del Toronto Rugby Football Club e dell'Hamilton Rugby Football Club, nacque la prima Federazione canadese di Rugby (Canadian Rugby Football Union) nel 1884.
Scopo era quello di organizzare i playoff tra i campioni delle varie unioni: alla fine della stagione il club vincitore del Campionato del Quebec giocava con il club vincitore del Campionato dell'Ontario per il Campionato per Club del Dominion.
Questa associazione però (nota anche come Canadian Rugby Union) finì per diventare la federazione dello sport che, partendo dal rugby union si trasformò nel Football canadese, variante del football americano. La confusione fu aggravata dal fatto che la parola rugby continuasse ad essere utilizzata anche per indicare il football canadese.
Fu solo nel 1967 che l'originale Rugby Union Canadese decise finalmente di cambiare nome in Canadian Amateur Football Associatione e dal 1967 la denominazione odierna di Football Canada nel 1986.

### Rugby Union of Canada
La Rugby Union of Canada, dedicata allo sport originario, fu rifondata nel 1929 e riformata tar il 1965 e il 1974 (quando le federazioni provinciali ritrovarono un accordo) come Canadian Rugby Union con Bob Spray della Columbia Britannica come primo presidente. Fu affiliata nel 1990 all'International Rugby Board (IRB) come membro con diritto ad un voto (le union britanniche, la Francia e le tre della SANZAR, hanno diritto a 2 voti). Da quel momento, il Rugby Canada è diventato uno dei protagonisti permanenti della scena rugbistica globale, includendo la partecipazione a tutte e sei le Coppe del Mondo di Rugby (la prima delle quali fu quella del 1987 in Australia e in Nuova Zelanda, quattro anni dopo raggiunse i quarti).
Grazie anche alla presenza regolare nell "IRB Sevens Circuit", il Canada ha continuato a scalare le classifiche mondiali.

## Rugby Unions Provinciali in Canada
- British Columbia Rugby Union
  - Fraser Valley Rugby Union
  - Vancouver Rugby Union
- New Brunswick Rugby Union
- Newfoundland Rugby Union
- Ontario Rugby Union
- PEI Rugby Union
- Rugby Alberta
- Rugby Manitoba
- Rugby Nova Scotia
- Rugby Quebec
- Saskatchewan Rugby Union